# Jak powstała bomba atomowa
Jak powstała bomba atomowa (ang. The Making of the Atomic Bomb) – praca Richarda Rhodesa opisująca historię powstania amerykańskiej bomby atomowej i jej użycia podczas II wojny światowej.   
Praca w sposób kompleksowy i systematyczny przedstawia przebieg prac naukowych, które doprowadziły do zbudowania w Stanach Zjednoczonych pierwszego reaktora atomowego, a następnie pierwszej bomby atomowej. Blisko 800-stronicowy wywód autora rozpoczyna się w początkach XX wieku, od pierwszych odkryć Henriego Becquerela i Ernesta Rutherforda w dziedzinie fizyki jądrowej i kończy opisem ataków atomowych na Hiroszimę i Nagasaki podczas II wojny światowej. Praca ze szczegółami przedstawia historię amerykańskiego projektu Manhattan.  
Książka została sprzedana w setkach tysięcy egzemplarzy w Stanach Zjednoczonych i przetłumaczona na języki obce. Chwalona przez krytyków, historyków i byłych uczestników projektu Manhattan.

## Nagrody
- 1986 – Nagroda Pulitzera
- 1987 – nagroda National Book Award
- 1987 – Nagroda Krajowego Stowarzyszenia Krytyków Książki (NBCCA)